# Alain Wiss
Alain Wiss (Littau, 21 agosto 1990) è un calciatore svizzero, centrocampista del Cham.

## Carriera

### Club
Ha giocato nella prima divisione svizzera ed in quella austriaca.

### Nazionale
Esordisce in nazionale maggiore a Basilea il 26 maggio 2012 contro la Germania sostituendo Granit Xhaka all'89º minuto.